# Wentzville
Wentzville ist eine Kleinstadt im Westen des St. Charles County im US-amerikanischen Bundesstaates Missouri mit 44.372 Einwohnern (Zensus 2020). Wentzville ist zurzeit die am schnellsten wachsende Stadt in Missouri. Sie gehört zur Metropolregion Greater St. Louis. Das Unternehmen General Motors, das hier ein neues Montagewerk errichtet hat, ist der größte Arbeitgeber der Stadt.

## Geografie
Wentzville liegt auf 38°48'58" nördlicher Breite und 90°51'26" westlicher Länge. Die Stadt erstreckt sich über eine Fläche von 37,3 km², die nahezu ausschließlich aus Landfläche bestehen.
In Wentzville treffen die Interstate 70 sowie die U.S. Highways 40 und 61 aufeinander. Diese beiden Highways bilden landesweite Verbindungen von Nord nach Süd (61) und von West nach Ost (40), weswegen Wentzville im Volksmund auch Crossroads of the Nation genannt wird.
In südöstlicher Richtung gelangt man über den U.S. Highway 61 und die Interstate 64 nach 65 km in die Stadt St. Louis. In westlicher Richtung über die Interstate 70 sind es 334 km nach Kansas City.

## Geschichte
Wentzville wurde 1855 als Depot an der Northern Missouri Railroad gegründet. Der Ort wurde nach dem Eisenbahningenieur Erasmus Livingston Wentz benannt. Das umliegende Land wurde von William M. Allen in Besitz genommen und der Ort angelegt.
Während des Sezessionskrieges war der Ort im Juli 1861 Schauplatz zahlreicher Scharmützel entlang der Eisenbahnstrecke. Konföderierte Guerilla-Einheiten bedrohten die wichtige Bahnlinie und Einheiten der Unionsarmee schlugen diese zurück.

## Demografie
| Jahr | Einwohner | Veränderung |
| ---- | --------- | ----------- |
| 1970 | 3.223     |             |
| 1980 | 3.193     | − 0,9 %     |
| 1990 | 5.088     | + 59,3 %    |
| 2000 | 6.896     | + 35,5 %    |
| 2010 | 29.070    | + 321,5 %   |
| 2020 | 44.372    |             |

Bei der Volkszählung im Jahr 2010 wurden 29.070 Einwohner gezählt. Diese verteilten sich auf 9767 Haushalte, wovon 7852 Familienhaushalte waren. Die Bevölkerungsdichte lag bei 779,4/km². Es gab 11.821 Gebäude, was einer Bebauungsdichte von 313,6/km² entspricht.
33,7 % der Bevölkerung waren unter 18 Jahren, 7,5 % hatten ein Alter von 65 Jahren oder höher. Das durchschnittliche Alter lag bei 32,9 Jahren, bei Männern lag es bei 31,7, in der Gruppe der Frauen bei 34,2 %. Der Frauenanteil an der Bevölkerung betrug 51,5 %.
Das durchschnittliche Einkommen pro Haushalt betrug $ 80.524, das durchschnittliche Familieneinkommen 96.794 $ (Schätzung 2012–2016).
Die Bevölkerung bestand im Jahr 2000 aus 84,63 % Weißen, 12,02 % Afroamerikanern, 0,16 % Indianern, 0,55 % Asiaten und 0,58 % anderen. 2,06 % gaben an, von mindestens zwei dieser Gruppen abzustammen. 1,49 % der Bevölkerung bestand aus Hispanics, die verschiedenen der genannten Gruppen angehörten.